# Toluca (Meteorit)
Koordinaten: 19° 34′ 0″ N, 99° 34′ 0″ W
Der Meteorit Toluca (Synonym: Xiquipilco) wurde vor 1776 im Toluca-Tal (Jiquipilco, Mexiko) entdeckt. Das Metall des Eisenmeteoriten wurde von den dort lebenden Indios zur Herstellung von landwirtschaftlichen Werkzeugen genutzt.

## Forschungsgeschichte
Der früheste schriftliche Beleg über Funde von Eisenmeteoriten in der Umgebung von Toluca stammt aus der „Gazeta de México“, einer der ältesten Zeitungen Mexikos, vom 15. Dezember 1784, in der bereits davon berichtet wird, dass die Einwohner der Region um „Xiquipilco“ (heute Jiquipilco) ausschließlich Brocken von gediegenem Eisen in unterschiedlichster Form und Größe für die Herstellung ihrer landwirtschaftlichen Geräte verwenden. Das in der Fachliteratur und auch in der Meteoritical Bulletin Database angegebene Fundjahr 1776 geht auf eine 1831 veröffentlichte Notiz von Jose Antonio Alzate Ramirez zurück, in der er berichtet, er habe bereits 1776 mit eigenen Augen beobachtet, wie die Schmiede von „Xiquipilco“ die Eisenstücke verarbeiteten, nach denen die Ortsansässigen, vor allem zu Beginn der Regenzeit, gezielt gesucht hatten.
Bis in die erste Hälfte des 19. Jahrhunderts gelangten nur wenige Belegstücke nach Europa oder in die USA. Dies änderte sich erst, als Adam August Krantz 1856 eine gezielte Suchaktion veranlasste, bei der 69 kleinere Fragmente mit einer Gesamtmasse von 49,5 kg geborgen werden konnten. Weitere Suchaktionen folgten und Vagn Buchwald schätzte 1975 die Gesamtmasse der bis dahin geborgenen Bruchstücke aus dem ausgedehnten Streufeld auf etwa 2,8 Tonnen.

## Mineralogie, Geochemie und Klassifikation
Die Grundmasse des Toluca-Meteoriten besteht aus Kamacit und Taenit, die deutliche Widmanstättensche Strukturen bilden. Buchwald gibt die Breite der Kamacit-Balken mit 1,40±0,20 mm an. Der Meteorit fällt damit in die Strukturklasse der groben Oktaedrite (Og). Die Zwischenräume der Widmanstättenschen Strukturen sind mit Plessit gefüllt. In geringen Mengen treten auch Haxonit und Daubréelith auf. Die Grundmasse enthält häufig große, knollenförmige Einschlüsse von Troilit und/oder Graphit. Seltene Silikat-Fragmente innerhalb dieser Knollen bestehen im Wesentlichen aus Olivin, Diopsid und kleineren Mengen Plagioklas, vereinzelt können auch Orthoklas, Zirkon und Kosmochlor auftreten. Innerhalb oder am Rand der Troilit/Graphit-Knollen können gediegen Kupfer, Sphalerit, Alabandin, Schreibersit, Cohenit und Djerfisherit auftreten. Für die beiden Minerale Haxonit und Kosmochlor gilt der Meteorit zudem als Typlokalität.

### Chemische Zusammensetzung
- Haupt- und Nebenelemente:
  - Fe: ~91 %
  - Ni: 8,14 %[6]
  - Co: 0,49 %[6]
  - P: 0,16 %[6]
  - S: 0,7 %[6]
- Spurenelemente (Auswahl entsprechend der geochemischen Klassifizierung nach Wasson & Kallemeyn, 2002):[9]
  - Ge: 245 ppm[9]
  - Cu: 170 ppm[9]
  - Ga: 68,9 ppm[9]
  - Cr: 23 ppm[9]
  - As: 16,5 ppm[9]
  - Pt: 5,7 ppm[9]
  - Ir: 2,47 ppm[9]
  - Au: 1,718 ppm[9]
  - W: 0,83 ppm[9]
  - Sb: 380 ppb[9]
  - Re: 250 ppb[9]

Nach dem Klassifikationsschema von Wasson & Kallemeyn, 2002 fällt der Toluca-Meteorit dementsprechend in die Gruppe der IAB-Meteoriten und innerhalb dieser Gruppe in die sLL-Untergruppe („subgroup Low-Au/Low-Ni“). Von dieser Untergruppe („Iron, IAB-sLL“) sind bislang (Stand August 2018) nur 32 Fälle bekannt.

## Herkunft
Das umfangreiche Probenmaterial ermöglichte zahlreiche Untersuchungen und Analysen, die nicht nur zu einer detaillierten geochemischen und mineralogisch-petrologischen Charakterisierung führten, sondern auch Rückschlüsse auf die Herkunftsgeschichte des Toluca-Meteoriten zulassen.
IAB-Meteoriten stammen nicht aus dem metallischen Kern eines vollständig in metallischen Kern und silikatischen Mantel/Kruste differenzierten Mutterkörpers. Sowohl die Spurenelementgehalte als auch die häufigen Silikateinschlüsse sprechen hingegen für eine gerade erst einsetzende Differenzierung. Die Silikateinschlüsse können zudem mit Winonaiten in Zusammenhang gebracht werden, die möglicherweise denselben Ursprung haben. Als Wärmequellen für diese beginnende Differenzierung kommen Einschläge auf einem oder mehreren sehr ähnlichen Ursprungskörpern oder der Zerfall kurzlebiger Isotope, wie etwa 26Al oder 60Fe, in einem größeren, einzelnen Ursprungskörper in Frage.
2018 veröffentlichen Alison C. Hunt und Koautoren neue geochronologische Altersdaten für verschiedene IAB-Meteoriten, darunter auch Fragmenten des Toluca-Meteoriten. Die verwendete Hafnium-Wolfram-Methode lässt Rückschlüsse auf den Zeitpunkt der Differenzierung von Eisenschmelze und Silikaten zu. Die Ergebnisse zeigten, dass IAB-Meteoriten der Hauptgruppe (MG), der Untergruppen sLL (Toluca) und sLM („subgroup Low-Au/Medium-Ni“) sowie einige weitere Vertreter aus dem IAB-Komplex annähernd gleiche Hafnium-Wolfram-Alter aufweisen, was die Hypothese eines einzelnen, größeren Ursprungskörpers für diese die Meteoriten unterstützt.
Die Autoren um Hunt ergänzen ihre Altersdaten mit einigen Modellrechnungen zur Wärmeentwicklung des Ursprungskörpers und zeichnen folgendes Bild: Etwa 1,4 Millionen Jahre (Ma) nachdem sich aus dem abkühlenden protoplanetaren Nebel die ersten Kondensate (CAIs) gebildet hatten, formte sich ein Planetesimal mit einem Durchmesser von 60 km oder etwas mehr. Der Körper war groß genug, dass die Wärme durch radioaktiven Zerfall etwa 6 Ma nach Bildung der CAIs eine Differenzierung von Metallschmelze und Silikaten einleiten konnten. Der Körper war allerdings nicht groß genug damit eine vollständige Trennung in einen metallischen Kern und einen silikatischen Mantel erfolgen konnte. Bereits etwa 10 Ma nach Bildung der CAIs begann die Metallschmelze innerhalb des Silikatmantels bereits wieder zu erstarren, noch bevor sie den zu diesem Zeitpunkt noch flüssigen Ansatz eines Metallkerns erreichen konnte. Etwa 10–14 Ma nach Bildung der CAIs, ein Teil der Metallschmelze war zu diesem Zeitpunkt noch flüssig, wurde der Ursprungskörper von einem schweren Einschlag getroffen, der ihn weitgehend zertrümmerte. Die Trümmer blieben allerdings gravitativ gebunden und bildeten ein neues Planetesimal mit stark durchmischter, heterogener Zusammensetzung. Im Falle des Toluca-Meteoriten führte dies zu der besonderen Zusammensetzung aus großteils metallischer Schmelze mit den häufigen Sulfid/Graphit-Knollen und deren Einschlüssen aus Silikatbruchstücken.

## Xiquipilco no. 2
Neben dem Toluca-Meteoriten, der auch Xiquipilco genannt wird, wurde 1949 im Gebiet von Jiquipilco (Xiquipilco) noch ein weiterer (bisher nicht näher klassifizierter) Eisenmeteorit gefunden, der (offiziell) als Xiquipilco no. 2 bezeichnet wird.
Seine Gesamtmasse beträgt 1.124 Gramm, es gibt Fragmente mit 110,4 g (2016 untersucht von Raúl Gómez und Vivianne Marquina) und eines mit 312 g (am Buseck Center for Meteorite Studies (BCMS) der Arizona State University (ASU) in Tempe, Arizona; Inventar-Nr. 588) Auch bei ihm wurde der Fall nicht beobachtet.
Eine neuere Analyse dieses Meteoriten stammt von Alevtina A. Maksimova et al. (2021).